# Vô Môn Huệ Khai
Vô Môn Huệ Khai (zh. wúmén huìkāi/wu-men hui-k'ai 無門慧開; ja. mumon ekai), 1183-1260, là một vị Thiền sư Trung Quốc thuộc hệ phái Dương Kì tông Lâm Tế, nối pháp Thiền sư Nguyệt Lâm Sư Quán (zh. 月林師觀). Sư là vị Thiền sư nổi danh nhất thời, đến bây giờ vẫn còn được nhắc đến qua tập công án Vô môn quan.
Sư họ Lương, người Tiền Đường (zh. 錢塘), Hàng Châu (Chiết Giang 杭州（浙江）), xuất gia từ thuở nhỏ. Sư ban đầu tham vấn các nơi, sau đến Thiền sư Nguyệt Lâm Sư Quán ở chùa Vạn Thọ (zh. 萬壽寺), Giang Tô (zh. 江蘇). Ban đầu Nguyệt Lâm giao cho Sư công án "Không" (zh. 無) của Triệu Châu làm thoại đầu. Sư chú tâm vào công án này sáu (!) năm liền nhưng không kết quả. Sư thuật lại rằng vì quá tập trung vào công án này mà sư quên cả ngủ mà nếu buồn ngủ trong lúc tọa thiền, sư liền đứng dậy đi qua lại trong thiền đường, đập đầu vào cột gỗ cho tỉnh. Một ngày nọ, khi nghe tiếng trống báo hiệu giờ ăn trưa, sư hoát nhiên đại ngộ, ứng khẩu ngay bài kệ sau (Trúc Thiên & Tuệ Sĩ dịch, trích từ Thiền luận của D.T. Suzuki):
| 清天白日一聲雷 大地羣生眼豁開 萬象森羅齊稽首 須彌勃跳舞三臺 | Thanh thiên bạch nhật nhất thanh lôi Đại địa quần sinh nhãn hoát khai Vạn tượng sum la tề khể thủ Tu-di bột khiêu vũ tam đài. | Trời quang mây tạnh sấm dậy vang. Mọi vật trên đất, mắt mở bừng. Muôn hồng nghìn tía cúi đầu lễ. Núi Tu-di cũng nhảy múa vui mừng. |

Mừng quá, sư chạy đến Nguyệt Lâm trình sở đắc. Nguyệt Lâm bắt gặp sư chạy giữa đường, hỏi: "Chạy đi đâu như bị ma đuổi vậy?" sư hét một tiếng, Nguyệt Lâm cũng hét một tiếng. Sau đó sư trình bài kệ rất độc đáo sau:
| 無無無無無 無無無無無 | Vô vô vô vô vô | Không không không không không |

Vì kinh nghiệm giác ngộ của sư nên mọi người trong viện đều kính trọng nhưng cuộc sống hằng ngày của sư cũng không có gì thay đổi. Lúc nào sư cũng giữ một tác phong giản dị, thâm trầm. sư thân hình gầy ốm, ăn mặc thô sơ nhưng lúc nào cũng xả mình vào làm mọi việc cùng với tăng chúng. Những năm sau khi được Nguyệt Lâm ấn khả, sư chu du nhiều nơi và nhân đây thu thập tài liệu để soạn tập công án Vô môn quan. Năm 1229, tập này được in lần đầu và với 46 tuổi, sư đang ở tuyệt đỉnh của cuộc đời hoằng hoá của mình.
Năm 1246 - theo lệnh của vua Tống Lý Tông - sư sáng lập chùa Hộ Quốc Nhân Vương (zh. 護國仁王寺). Những năm cuối đời, sư lui về một ngôi chùa nhỏ ở Tây Hồ. Một cơn hạn lớn là nguyên do mà vua Lý Tông mời sư trở về triều đình làm lễ cầu mưa. Ngay lúc sư thuyết pháp thì trời mưa như trút và vì vậy sư được vua ban hiệu Phật Nhãn Thiền sư (zh. 佛眼禪師) và tặng cho ca-sa vàng (kim lan y 金襴衣).